# ETVガイド
『ETVガイド』は、NHK教育テレビで2003年度まで放送されていた番組宣伝番組。
当時の放送時間は金曜日19:55 - 20:00 (JST) の5分間で、内容は前半と後半に分かれていた。前半では、NHK教育テレビで今後放送予定のお薦め番組を紹介。NHK全体の番宣番組である『NHKプレマップ』で拾いきれない教育テレビの番組を扱うことが多かった。後半の『ETV資料館』では、毎回1つの既存のレギュラー番組にスポットを当て、その収録風景などを紹介していた。

## ナレーション
- 深見梨加